# Trent Oeltjen
Trent Carl Wayne Oeltjen (né le 28 février 1983 à Sydney, Nouvelle-Galles du Sud, Australie) est un ancien voltigeur de baseball de la Ligue majeure de baseball.

## Carrière

### Ligue majeure
Trent Oeltjen signe son premier contrat avec un club des Ligues majeures de baseball en 2001, alors qu'il accepte une offre des Twins du Minnesota. Après avoir disputé sept saisons dans les ligues mineures avec les clubs-école des Twins, il obtient son autonomie en 2007 et signe comme agent libre avec les Diamondbacks de l'Arizona. Il passe l'entière saison 2008 et la première demie de l'année 2009 dans les mineures, avant d'obtenir sa première chance dans les majeures. Il y joue son premier match pour les Diamondbacks le 6 août 2009. Dans cette rencontre opposant Arizona aux Pirates de Pittsburgh, il obtient d'abord son premier coup sûr dans les grandes ligues, frappant un simple aux dépens du lanceur Kevin Hart à sa première présence au bâton; puis il vole son premier but et, enfin, claque son premier coup de circuit au plus haut niveau, un coup en solo réussi contre le lanceur Jesse Chavez. Oeltjen dispute 24 parties avec les Diamondbacks et il maintient une moyenne au bâton de, 243 avec trois circuits, quatre points produits, onze points marqués et trois buts volés.
En décembre 2009, il signe comme agent libre avec les Brewers de Milwaukee et se rapporte à leur club-école au début 2010. En juillet, il est libéré par les Brewers, qui ne l'ont jamais fait jouer pour eux, et l'Australien obtient quelques jours plus tard un contrat des Dodgers de Los Angeles, qui l'appellent avec le grand club en septembre. Oeltjen dispute 75 matchs en deux ans pour les Dodgers, dont 61 durant la saison 2011. Il passe 2012 en ligue mineure avec les Isotopes d'Albuquerque, club-école des Dodgers.
Le 15 novembre 2012, il rejoint les Angels de Los Angeles.

### International
Oeltjen a remporté une médaille d'argent aux Jeux olympiques d'été de 2004 à Athènes, alors qu'il s'alignait avec l'équipe de l'Australie durant le tournoi de baseball.
Oeltjen a représenté son pays aux Classiques mondiales de baseball de 2006 et 2009.
En 2000, alors que sa ville natale, Sydney, accueillait les Jeux olympiques d'été, Trent Oetjen, âgé de 17 ans, était préposé au bâton (batboy) pour l'équipe des États-Unis dirigée par Tommy Lasorda.